# Karine Tuil
Karine Tuil (Parijs, 3 mei 1972) is een Franse romanschrijver.

## Biografie
Karine Tuil werd in 1972 geboren in Parijs als dochter van Tunesische immigranten van Joodse afkomst. Na haar baccalaureaat studeerde ze recht en informatiewetenschap aan de Universiteit van Parijs II (Panthéon-Assas). Ze sloot haar studie af met een DEA (Diplôme d'études approfondies). Ze was werkzaam als advocaat en bereidde een masterscriptie voor die ze niet verdedigde. Ze besloot daarop om zich aan het schrijven te wijden. 
In 2000 verscheen haar eerste roman Pour la Pire. Voor haar roman Les Choses humaines, verschenen in 2019, ontvangt Karine Tuil de Prix Goncourt des Lycéens en de Prix Interallié.
Op 23 maart 2017 werd Tuil benoemd tot Officier in de Officier de l'ordre des Arts et des Lettres.
Tuil woont aan de Seine in Parijs met haar man en drie kinderen.

## 'Een verzonnen leven'
L'Invention de nos vies is de enige roman van Karine Tuil die in het Nederlands vertaald is. Het thema van het boek is persoonlijke identiteit en de wijze waarop identiteit gevormd wordt door de druk om te presteren en succes te boeken. 
De hoofdpersoon is Samir Tahar, een New Yorkse advocaat. Samir heeft toegang gekregen tot de New Yorkse advocatuur door zijn naam te veranderen in Sam, zijn Arabische afkomst te verloochenen en een Joodse identiteit aan te nemen. Een identiteit die hij heeft ontleend aan zijn Parijse jeugdvriend Samuel die in Parijs is blijven wonen waar hij een marginaal bestaan leidt als maatschappelijk werker, terwijl hij eigenlijk schrijver had willen worden. Samuel en zijn vriendin Nina komen er dankzij een tv-uitzending achter dat hun oude studievriend Samir het levensverhaal van Samuel heeft gebruikt om zelf hogerop te komen. Een confrontatie tussen de drie leidt tot een nieuwe keuzes en andere sociale posities.

## Werken
- 2000 Pour le pire
- 2001 Interdit (Onder de titel Le mariage de Mr Wessmann bewerkt voor theater door Salomé Lelouche)
- 2003 Tout sur mon frère
- 2005 Quand j'étais drôle
- 2007 Douce France
- 2008 La Domination
- 2010 Six mois, six jours
- 2013 L'Invention de nos vies. Nederlandse vertaling: Een verzonnen leven. Vertaald door  Jan Pieter van der Sterre en Reintje Ghoos. De Bezige Bij, Amsterdam, 2014. ISBN 9789023486732
- 2016 L'Insouciance
- 2019 Les Choses humaines